# Moustafa Abdou
Moustafa Abdou   (El Caire, 10 de juny de 1953) fou un futbolista egipci de les dècades de 1970 i 1980.
Fou internacional amb la selecció d'Egipte amb la qual participà en els Jocs Olímpics d'Estiu de 1984.
Pel que fa a clubs, destacà a Al Ahly SC.